# یان ریبکوفسکی
یان ریبکوفسکی (انگلیسی: Jan Rybkowski؛ ۴ آوریل ۱۹۱۲ – ۲۹ دسامبر ۱۹۸۷) کارگردان فیلم اهل لهستان بود.
از فیلم‌ها یا مجموعه‌های تلویزیونی که وی در آن‌ها نقش داشته‌است، می‌توان به طریق هستی، موضوعی برای حل و فصل، خرده‌دهقانان و گهواره اشاره نمود.